# Lincang

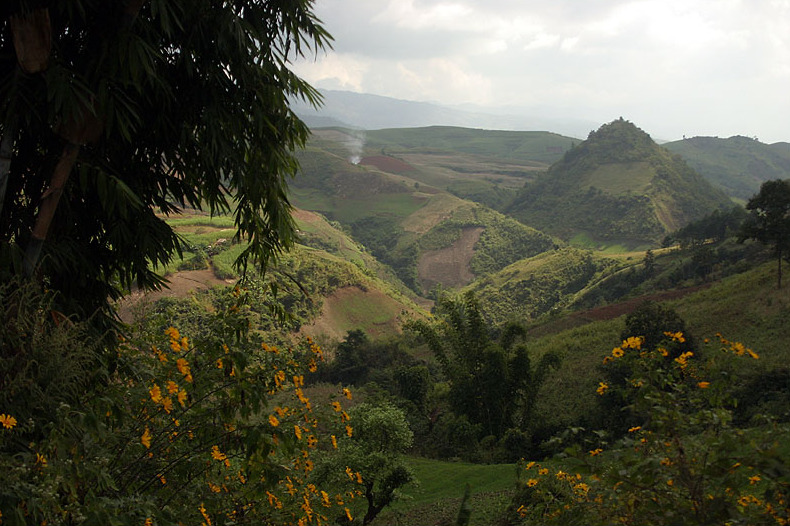
Vue d'une zone cultivée près de Lincang. (novembre 2004)

Lincang (临沧 ; pinyin : Líncāng) est une ville de la province du Yunnan en Chine.

## Subdivisions administratives
La ville-préfecture de Lincang exerce sa juridiction sur huit subdivisions - un district, quatre xian et trois xian autonomes :
- le district de Linxiang - 临翔区 Línxiáng Qū ;
- le xian de Fengqing - 凤庆县 Fèngqìng Xiàn ;
- le xian de Yun - 云县 Yún Xiàn ;
- le xian de Yongde - 永德县 Yǒngdé Xiàn ;
- le xian de Zhenkang - 镇康县 Zhènkāng Xiàn ;
- le xian autonome lahu, va, blang et dai de Shuangjiang - 双江拉祜族佤族布朗族傣族自治县 Shuāngjiāng lāhùzú wǎzú bùlǎngzú dǎizú Zìzhìxiàn ;
- le xian autonome dai et va de Gengma - 耿马傣族佤族自治县 Gěngmǎ dǎizú wǎzú Zìzhìxiàn ;
- le xian autonome va de Cangyuan - 沧源佤族自治县 Cāngyuán wǎzú Zìzhìxiàn.

## Histoire
En 1839 se déroule le massacre de Mianning (ancien nom de Lincang)